# Canton de Vals-les-Bains
Le canton de Vals-les-Bains est une ancienne division administrative française située dans le département de l'Ardèche et la région Rhône-Alpes.

## Géographie
Ce canton était organisé autour de Vals-les-Bains dans l'arrondissement de Largentière. Son altitude variait de 177 mètres à Saint-Privat à 1 019 mètres à Saint-Étienne-de-Boulogne pour une altitude moyenne de 343 mètres.

## Histoire
- Le canton de Vals les Bains a été créé en 1973, en séparation avec celui d'Aubenas, devenu trop peuplé (décret no 73-761 du 26/08/1973) ;
- Par arrêté préfectoral du 22 février 2007, le canton a été détaché de l'arrondissement de Privas pour être rattaché à l'arrondissement de Largentière[1].

## Administration
| Période           | Période      | Identité          | Étiquette | Qualité |
| ----------------- | ------------ | ----------------- | --------- | --- |
| 30 septembre 1973 | 14 mars 1976 | Albert Liogier    | UDR       | Imprimeur Journaliste, directeur du Journal de l'Ardèche Maire d'Ucel Député de l'Ardèche (1958-1962 et 1968-1981) |
| 14 mars 1976      | 21 mars 1982 | Gaston Pontal     | PS        | Retraité Maire de Saint-Privat                                                                                     |
| 21 mars 1982      | 27 mars 1994 | Jacky Pontal      | PS        | Commerçant Maire de Saint-Privat                                                                                   |
| 27 mars 1994      | 18 mars 2001 | Jean-Claude Flory | RPR       | Conseiller en gestion locale Maire de Vals-les-Bains depuis 1993 Conseiller régional                               |
| 18 mars 2001      | 29 mars 2015 | Bernard Perrier   | DVD       | Professeur des écoles en retraite Maire d'Ucel (1989-2008)                                                         |

Avant 1973 : se reporter à la liste des conseillers généraux du canton d'Aubenas

## Composition
Le canton de Vals-les-Bains regroupait huit communes
| Nom                        | Code Insee | Intercommunalité       | Superficie (km2) | Population (dernière pop. légale) | Densité (hab./km2) |
| -------------------------- | ---------- | ---------------------- | ---------------- | --------------------------------- | ------------------ |
| Vals-les-Bains (chef-lieu) | 07331      | CC du Bassin d'Aubenas | 19,20            | 3 455 (2014)                      | 180                |
| Labégude                   | 07116      | CC du Bassin d'Aubenas | 3,12             | 1 402 (2014)                      | 449                |
| Saint-Étienne-de-Boulogne  | 07230      | CC du Bassin d'Aubenas | 14,97            | 388 (2014)                        | 26                 |
| Saint-Julien-du-Serre      | 07254      | CC du Bassin d'Aubenas | 9,78             | 867 (2014)                        | 89                 |
| Saint-Michel-de-Boulogne   | 07277      | CC du Bassin d'Aubenas | 7,53             | 149 (2014)                        | 20                 |

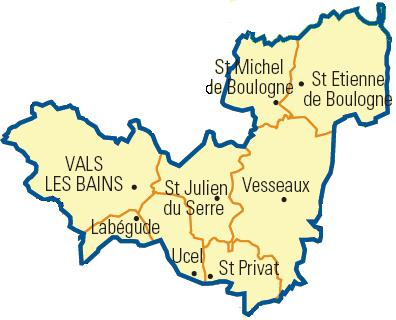
Carte du canton

| Saint-Privat               | 07289      | CC du Bassin d'Aubenas | 6,13             | 1 667 (2014)                      | 272                |
| Ucel                       | 07325      | CC du Bassin d'Aubenas | 5,54             | 2 081 (2014)                      | 376                |
| Vesseaux                   | 07339      | CC du Bassin d'Aubenas | 18,71            | 1 823 (2014)                      | 97                 |

## Démographie
| 1975  | 1982   | 1990   | 1999   | 2006   | 2011   | 2012   |
| ----- | ------ | ------ | ------ | ------ | ------ | ------ |
| 9 731 | 10 118 | 10 188 | 10 469 | 11 291 | 11 525 | 11 532 |